# Província da Bahia
A Província da Bahia foi uma província do Reino Unido de Portugal, Brasil e Algarves, e posteriormente do Império do Brasil, tendo sido criada em 28 de fevereiro de 1821 a partir da fusão da Capitania da Baía de Todos os Santos com a Capitania de Ilhéus e com a Capitania de Porto Seguro.

## Topônimo
Os topônimos "Bahia" e "Baía" são uma referência à Baía de Todos os Santos, a qual deu o nome, originalmente, à Capitania da Baía de Todos os Santos. A capitania foi transformada, em 1821, em Província da Baía. Em 1891, após a promulgação da primeira constituição republicana, a Província da Baía tornou-se o atual Estado da Bahia. "Bahia" é grafia portuguesa antiga para "baía", a qual se conservou, no Brasil, por uma questão de tradição. Em Portugal, no entanto, se utiliza, preferencialmente, o termo moderno "Baía".

## Política

### Assembleia Legislativa Provincial
A primeira Constituição do Brasil (outorgada por Dom Pedro I, em 25 de março de 1824) não previa a delegação de poderes legislativos às províncias do império. Por outro lado, estabelecia órgãos deliberativos sobre assuntos gerais de interesse das províncias, os chamados Conselhos Gerais.
Esta situação perdura por dez anos, até a criação das Assembleias Legislativas Provinciais, através do Ato Adicional de 1834. Inicialmente as sessões da assembleia legislativa provincial duravam dois meses, sujeitas a prorrogações.
Em 27 de junho de 1835 foi estabelecido, que o início dos trabalhos se daria a 1º de março de cada ano. Já a lei nº 1, de 25 de março de 1846, mudou a instalação para 1º de outubro. Estas datas eram passíveis de modificação pelos presidentes da província. A mesa diretora da assembleia seria eleita após a instalação e seu mandato era de um mês, sendo possível a reeleição.
A função estabelecida para as Assembleias era de legislar sobre assuntos municipais e provinciais, como educação pública (exceto ensino superior); desapropriação por utilidade pública; orçamento; fiscalização dos gastos públicos; criação de cargos e definição dos salários; obras públicas, estradas e navegação no interior da Província; construção de prisões, casas de socorros públicos e associações religiosas; controle dos atos do Presidente da Província em relação aos empregados provinciais; etc.

### Presidente da Província
O presidente da província não tinha um mandato, podendo ser exonerado ou pedir afastamento à revelia. Principalmente devido à está possibilidade concreta de falta de dirigente diretamente subordinado ao Imperador e seu ministério, eram escolhido pela Assembleia Local vice-presidentes, teoricamente aptos a exercer interinamente o cargo vago, até que o novo presidente fosse nomeado por Carta Imperial e assumisse o cargo. A escolha do presidente e o papel que devia desempenhar está de acordo com que define os Artigos 165 e 166 da Constituição Imperial:
Art. 165: "Haverá em cada província um presidente, nomeado pelo Imperador, que o poderá remover, quando entender que assim convém ao bom serviço do Estado."
Art 166: "A lei designará as sua atribuições, competência e autoridade, e quando convier ao melhor desempenho dessa administração."